# 刘兰芳
刘兰芳（1944年1月11日—），原名刘书琴，女，满族，辽宁辽阳人，中国评书表演艺术家，曾任中国文联副主席、中国曲艺家协会主席。

## 生平

### 1940年代
1944年，刘兰芳生于曲艺世家，她的母亲、姨母都是东北大鼓演员。自5岁起，随母亲学习东北大鼓。

### 1950年代
1957年，14岁的刘兰芳开始随艺人杨丽环学习西河大鼓，后又随其姨母学习东北大鼓。
1958年，来自鞍山的西河大鼓艺人杨呈田来到辽阳演唱长篇西河大鼓《精忠说岳》，发现了刘兰芳，十分欣赏刘的天赋，推荐刘加入了鞍山市曲艺团。

### 1970年代
1972年开始在电台中播报评书，1979年凭借《岳飞传》一举成名。

### 2000年代
2008年，当选第十一届全国政协委员，代表文化艺术界，分入第二十六组。并担任文史和学习委员会专委。

## 家庭
刘兰芳与丈夫王印权育有一子王岩。丈夫王印权系中国曲艺家协会会员，儿子王岩系评书演员。